# Hutt Valley Lakers
Pour les articles homonymes, voir Hutt.
Maillots
Les Hutt Valley Lakers sont un club néo-zélandais de basket-ball basé à Hutt Valley. Il appartenait à la National Basketball League, le plus haut niveau en Nouvelle-Zélande. Le club a disparu en 1996.

## Palmarès
- National Basketball League : 1991, 1993